# Sint-Lambertusklooster

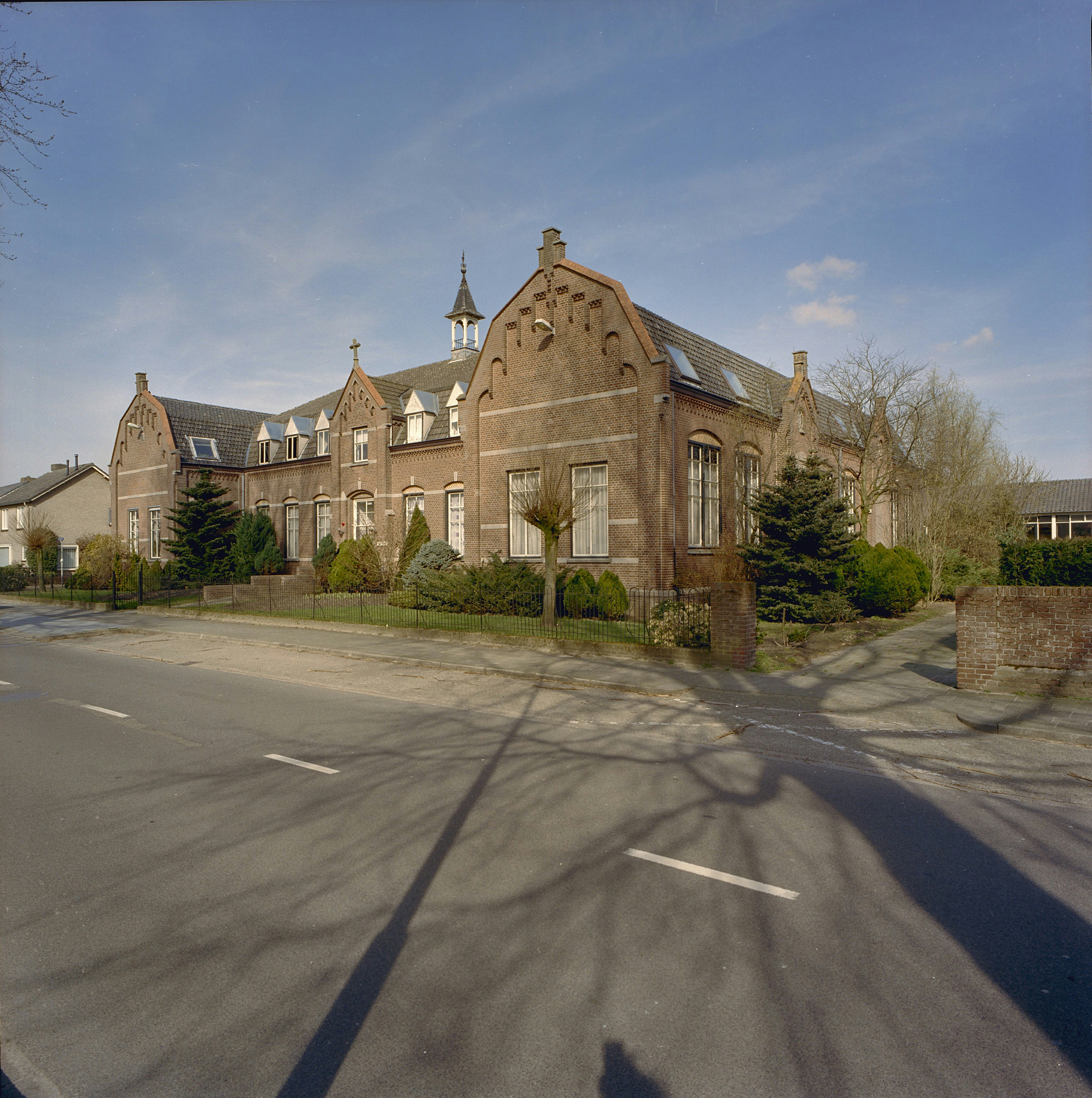
Sint-Lambertusklooster

Het Sint-Lambertusklooster is een voormalig klooster in de tot de Noord-Brabantse gemeente Deurne behorende plaats Vlierden, gelegen aan de Pastoriestraat.

## Geschiedenis
Het klooster werd in 1906-1907 gebouwd naar ontwerp van architect Heijkants, in opdracht van pastoor Lambert Lorskens, vandaar de naamgeving. Hier vestigden zich de Zusters van de Choorstraat en beheerden daar een meisjesschool en een bejaardentehuis. In 1953 verlieten de zusters het klooster en werden er onder andere Indiëgangers opgevangen. In 1966 kwam het klooster aan de Othmarus stichting (later ORO) waarop het een dagopvang werd onder de naam Huize de Vliert. In 2016 verhuisde ORO naar een andere plaats in Vlierden en werd het klooster omgebouwd tot een viertal woningen.

## Gebouw
Het betreft een symmetrisch opgezet bakstenen gebouw. In 1966 werden onder meer de kopgevels gewijzigd.
Aan het gebouw bevindt zich een gevelsteen met het wapenschild van de familie De Maurissens, welke zich in 1793 te Vlierden vestigde. Deze steen is mogelijk afkomstig van de oude dorpskerk die in 1902 werd afgebroken.
Het klooster is geklasseerd als gemeentelijk monument.